# Lampona murina
Lampona murina – gatunek niewielkiego (12–18 mm) pająka występującego w Australii. Pod koniec XIX wieku introdukowany w Nowej Zelandii. Często znajdowany w pobliżu i wewnątrz domów. Przypisywano mu wywoływanie wrzodów i martwicy po ukąszeniu człowieka, jednak szczegółowa analiza potwierdzonych przypadków ukąszenia przez L. murina wykazała jedynie bolesność, swędzenie i zaczerwienienie w miejscu ukąszenia, z rzadkimi przypadkami reakcji systemowych (np. nudności i ból głowy). Objawy te zwykle były łagodne. Wywołanie martwicy zostało uznane za bardzo mało prawdopodobne.